# Proxhyle cinerascens
Proxhyle cinerascens är en fjärilsart som beskrevs av De Toulgoët 1959. Proxhyle cinerascens ingår i släktet Proxhyle och familjen björnspinnare. Inga underarter finns listade i Catalogue of Life.